# Ophiomyia vasta
Ophiomyia vasta är en tvåvingeart som beskrevs av Mitsuhiro Sasakawa 2006. Ophiomyia vasta ingår i släktet Ophiomyia och familjen minerarflugor.
Artens utbredningsområde är Hongkong (Kina). Inga underarter finns listade i Catalogue of Life.